# Leandro Salino do Carmo
Leandro Salino do Carmo (* 22. April 1985 in Juiz de Fora) ist ein brasilianischer Fußballspieler. Er spielt seit 2017 beim EC Vitória. Er spielt in der Abwehr als rechter Außenverteidiger und kann auch im defensiven Mittelfeld eingesetzt werden. Salino ist derzeit ohne Kontrakt.

## Karriere
Salino begann seine Karriere in der Heimat im Jugendbereich von Cruzeiro Belo Horizonte. Danach wechselte er in die erste Mannschaft von Améric FC, ehe er an den Ipatinga FC verliehen wurde. 2005 kam er das erste Mal nach Europa und spielte kurzzeitig bei Nacional Funchal, wo er jedoch keinen Einsatz verbuchen konnte. Daraufhin wurde er von den Mannen aus Madeira an den AD Camacha und abermals an Ipatinga FC verliehen. 2007 kehrte er dann endgültig nach Brasilien zurück und spielte zunächst bei Flamengo Rio de Janeiro, bevor er zum dritten Mal an den Ipatinga FC verliehen wurde. 2009 wechselte er wieder zu Nacional.
Der Mittelfeldspieler gab sein Debüt auf europäischer Klubebene, als er im Qualifikationsspiel zur Europa League gegen den Vertreter aus Russland Zenit St. Petersburg durchspielte. Das Spiel am 20. August 2009 endete 4:3. Nach Ende der Saison 2009/10 kehrte er Funchal den Rücken und wechselte innerhalb der höchsten portugiesischen Spielklasse zu Sporting Braga. Im Sommer 2013 unterschrieb Salino einen Vertrag beim griechischen Rekordmeister Olympiakos Piräus. Mit dem Klub wurde er dreimal Griechischer Meister 2014 bis 2016 sowie Pokalsieger 2015.
Im Dezember 2016 wurde der Wechsel von Salino in seine Heimat bekannt. Er erhielt einen Kontrakt beim EC Vitória. Mit dem Klub konnte er 2017 die Staatsmeisterschaft von Bahia gewinnen. Nachdem er seitdem 14. Spieltag in der Meisterschaft 2017 zu keinen Einsätzen mehr kam, wechselte Salino im Februar 2018 zum Santa Cruz FC. Im Juni des Jahres wurde er bei Santa Cruz entlassen. Im selben Monat noch erhielt er einen Kontrakt beim Ligakonkurrenten Botafogo FC (SP). Nach Beendigung der Série C im Dezember, wurde der nächste Wechsel von Salino bekannt. Seine neue Heimat wurde der Tupynambás FC. Nach Abschluss der Staatsmeisterschaft von Minas Gerais mit dem Klub, wechselte er zum Joinville EC, um mit diesem in der Série D anzutreten. Im Juni schied der Klub bereits in der Gruppenphase des Wettbewerbs aus und Salino verließ den Klub. Er unterzeichnete nochmals einen Vertrag beim Barra FC (SC), mit dem er in der zweiten Liga der Staatsmeisterschaft von Santa Catarina antrat. Im August endete diese. Seitdem ist Salino ohne Kontrakt.

## Erfolge
Olympiakos
- Griechischer Meister: 2013/14, 2014/15, 2015/16
- Griechischer Pokalsieger: 2014/15

Vitória
- Staatsmeisterschaft von Bahia: 2017